# 钬
钬（舊譯錵），是一種化學元素，其化學符號为Ho，原子序數为67，原子量為164.930329 u，属于镧系元素，也是稀土元素之一。钬在常温常压下是固体。 1878年为索里特（J.L.Soret）发现；1879年又被克利夫（P.T.Cleve）发现。第一电离能6.02电子伏特。有金属光泽。与水能缓慢起作用，溶于稀酸。盐类是黄色。氧化物Ho2O3为淡绿色。溶于矿物酸而产生三价离子黄色盐。由氟化钬HoF3·2H2O用钙还原而制得。它和镝一样，是一种能够吸收核分裂所产生中子的金属。在核子反应炉中，一方面不断燃烧，一方面控制连锁反应的速度。

## 性质

### 物理性质

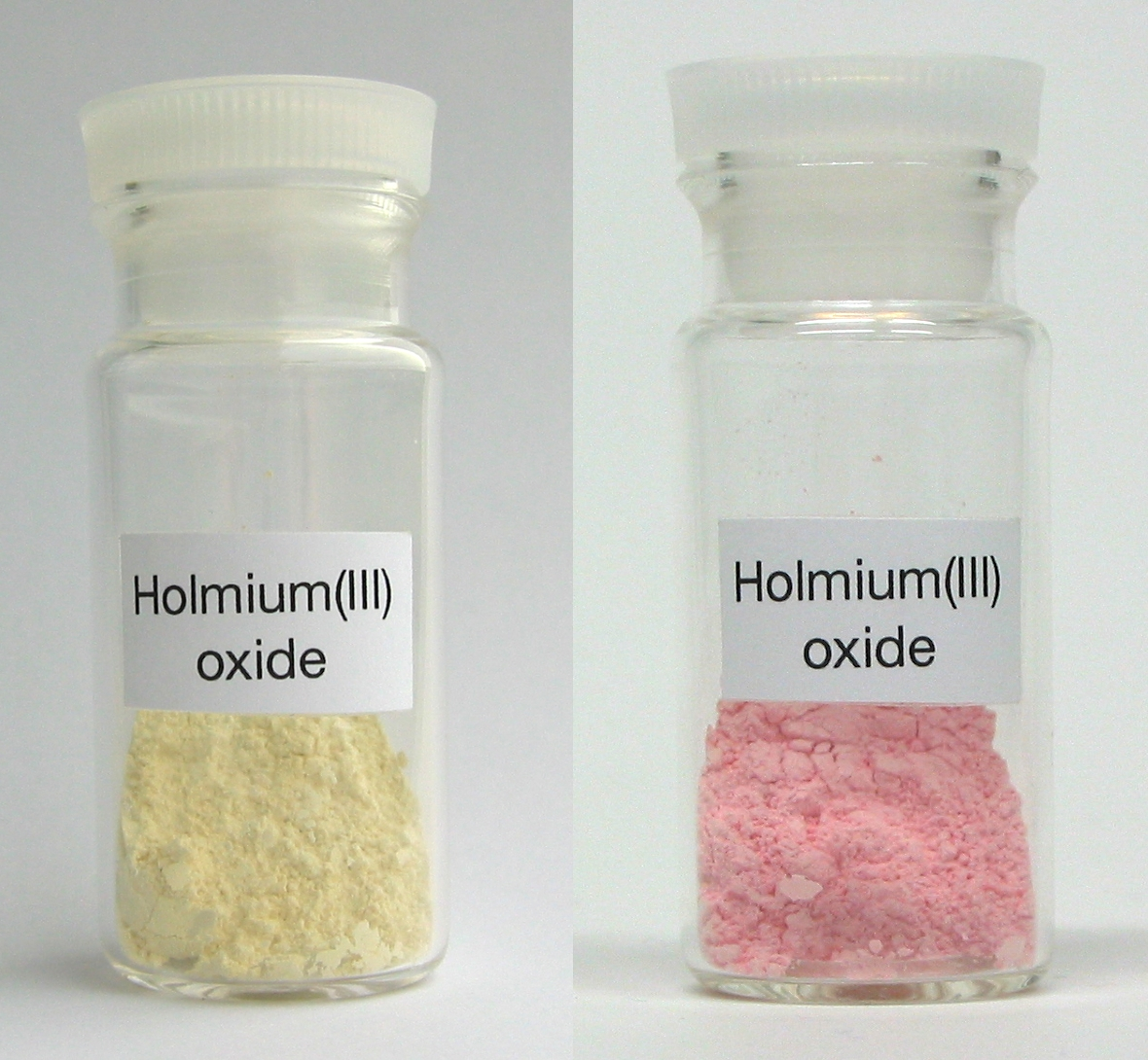
左边是自然光照射的Ho_{2}O_{3}，右边是冷阴极荧光灯管照射的Ho_{2}O_{3}

钬是一种相对柔软且具有延展性的元素，在标准情况下，在干燥空气中具有相当的耐腐蚀性和稳定性。但是，在较高温度的湿气下，钬会迅速氧化，形成黄色的氧化钬。纯钬具有金属般明亮的银色光泽。
氧化钬根据光线的不同，颜色有相当大的变化。在阳光下，它是黄棕色的。在三色光下，它是火红色的，几乎不能和氧化铒区别。这些颜色变化与钬的锐利吸收带有关，可用作磷光体。
钬是所有天然的化学元素中，磁矩最高的， (10.6 µ
B) 并具有其他不寻常的磁性。当和钇混合时，会形成有极强磁性的混合物。钬在标准情况下是顺磁性的，但在19 K的温度以下是铁磁性的。

### 化学性质
钬可以在空气中燃烧，发出耀眼白光，产生氧化钬：
4 Ho + 3 O2 → 2 Ho2O3
钬能与水反应，与冷水反应较缓慢，而与热水反应较快速：
2 Ho (s) + 6 H2O (l) → 2 Ho(OH)3 (aq) + 3 H2 (g)
钬也能与卤素反应：
2 Ho (s) + 3 F2 (g) → 2 HoF3 (s) [粉红色]
2 Ho (s) + 3 Cl2 (g) → 2 HoCl3 (s) [黄色]
2 Ho (s) + 3 Br2 (g) → 2 HoBr3 (s) [黄色]
2 Ho (s) + 3 I2 (g) → 2 HoI3 (s) [黄色]
钬较容易溶解于稀硫酸中，生成Ho3+离子，以[Ho(OH2)9]3+配合物出现：
2 Ho (s) + 3 H2SO4 (aq) → 2 Ho3+ (aq) + 3 SO2−
4 (aq) + 3 H2 (g)
钬最常见的氧化态是+3。钬溶液中的Ho3+被九个水分子环绕。钬能溶解于酸性溶液。

### 同位素
钬共有35个同位素，其中只有165Ho是稳定的。其余的皆为人工合成的放射性同位素，其中最稳定的是钬-163，半衰期 4570 年。其它基态的钬同位素的半衰期都不超过 2 天，大部分少于 3小时。不过，同核异构体 166m1Ho 的半衰期很长，约为 1200 年，这是由于其高自旋而成的。

## 历史
钬是由Jacques-Louis Soret和马克·德拉方丹在 1878 年发现的。他们注意到了当时未知的元素（他们称之为元素 X）异常的光谱吸收带。
Per Teodor Cleve在研究铒土（氧化铒）时独立发现了该元素，并且是第一个将其分离出来的人。
使用Carl Gustaf Mosander 开发的方法，Cleve 首先从 erbia 中去除了所有当时已知的杂质。他得到了两种新的物质，一个是棕色的，另一个是绿色的。他将棕色物质命名为 holmia（以克利夫家乡斯德哥尔摩的拉丁名称命名）和绿色物质 thulia。 后来发现holmia 就是氧化钬，而thulia 就是氧化铥。 
在亨利·莫塞莱关于原子序数的经典论文 中，钬的原子序为 66。显然，他研究的钬样本非常不纯，主要是由旁边（未被列入）的镝影响的。他会看到这两种元素的 X 射线发射线，但他假设这些都是钬，而不是杂质镝。

## 来源

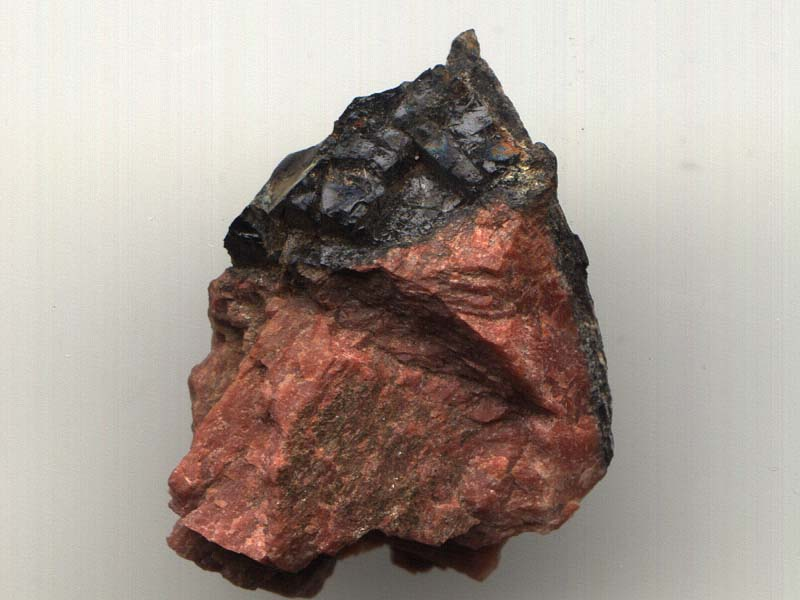
硅铍钇矿

## 应用

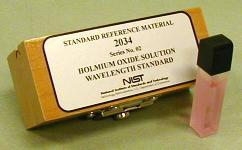
4% 氧化钬和 10% 高氯酸的溶液，可永久融合到吸收池中，作为光学校准标准

钬在任何元素中具有最高的磁矩，可用于产生最强的人工磁场。由于它可以吸收核裂变产生的中子，它也被用作可燃毒物来调节核反应堆。
掺钬的钇铁石榴石 (YIG)和氟化钇锂 (YLF) 应用于固态激光器中，而掺钬的钇铁石榴石也用于光学隔离器和微波器材（例如YIG球体）。钬激光器的发射波长为 2.1 微米。 它们用于医疗、牙科和光纤。
钬是用于立方氧化锆和玻璃的着色剂之一，可提供黄色或红色着色。 含有氧化钬或其溶液（溶剂通常是高氯酸）的玻璃在 200–900 nm 的光谱范围内有尖锐的光吸收峰。因此它们被用作单色器的校准标准 ，可以商购。
半衰期较长的放射性同位素 166m1Ho 用于校准伽马射线光谱仪。
在2017年3月，IBM宣布他们已经开发出一种技术，可以在氧化镁上的单个钬原子上存储一位元数据。
凭借足够的量子和经典控制技术，钬可能是制造量子计算机的理想物质。

## 生物作用
钬在人体中没有用处，但钬盐能够促进新陈代谢。人体通常每年消耗大约一毫克钬。植物不容易从土壤中吸收钬。一些蔬菜的钬含量已经过测量，达到100 ppt。

### 毒性
如果吸入、食用或注射大量的钬盐会对人体造成严重损害。钬的长期影响不明。钬的急性毒性较低。

## 外部連結
- 元素钬在洛斯阿拉莫斯国家实验室的介紹（英文）
- —— 钬（英文）
- 元素钬在The Periodic Table of Videos（諾丁漢大學）的介紹（英文）
- 元素钬在Peter van der Krogt elements site的介紹（英文）
- WebElements.com – 钬（英文）